# Rhinella amabilis
El sapo amable (Rhinella amabilis) es una especie de anfibios de la familia Bufonidae.
Es endémica de la provincia de Loja (Ecuador). Su hábitat natural incluye marismas de agua dulce y zonas de regadío.
Su hábitat natural son los canales, pequeños depósitos de agua y las zonas de regadío.
Se encuentra en peligro de extinción crítico debido a su endemismo y la pérdida de su hábitat natural.